# 425
Cette page concerne l'année 425  du calendrier julien. Pour l'année 425 av. J.-C., voir 425 av. J.-C. Pour le nombre 425, voir 425 (nombre).
L'année 425 est une année commune qui commence un jeudi.

## Événements
- Aetius demande et reçoit l’aide de Rugas, roi des Huns, pour le compte de l'usurpateur Jean (fin 424). Les Huns traversent la Valérie[1]. Le gouvernement romain occidental déplace la population et le gouvernement de la Valérie (en Hongrie, à l’ouest du Danube) dans la province nouvellement organisée de la Valérie Moyenne, au sud de la Save, et cède la Valérie Ripuaire aux Huns. L’archéologie et la toponymie étayent la supposition du déplacement de l’administration et de la population romaine de Valérie au sud-ouest de la Save. Les Huns ne détruisent pas comme à leur habitude les fortifications romaines sur la Drave et le Danube, qui sont abandonnées, ce qui est un argument pour soutenir que la province évacuée est donnée aux Huns par un acte officiel. Il est possible que la Valérie soit cédée à Ruga en contrepartie de l’aide militaire donnée à Aetius, ou comme le prix payé pour l’évacuation de l’Italie par le gouvernement de Valentinien III[1].
- 27 février : fondation de l'université de Constantinople[2]. Encouragé par son épouse Eudoxie, Théodose II fonde des universités à Constantinople, Béryte et Rome, employant un grand nombre de professeurs rémunérés par l’État et leur donnant le monopole de l'éducation supérieure. Aux matières traditionnelles de la rhétorique (éloquence, grammaire latine et grecque, sophistique), s’ajoutent la philosophie et le droit. Une bibliothèque (120 000 volumes à Constantinople) accompagne ces universités.
- Mai-juin[3] : Théodose II envoie une armée dirigée par le général Ardabur et son fils Aspar en Italie afin de rétablir la dynastie officielle représentée par Valentinien III. Aspar prend Aquilée. Son père tente de prendre Ravenne, est fait prisonnier mais en profite pour retourner les troupes de l'usurpateur Jean. Celui-ci est pris et décapité.
- 9 juillet : les actes du gouvernement de Jean sont annulés par une loi promulguée à Aquilée[4], adressé au préfet du prétoire des Gaules Amacius. Elle rétablit les privilèges de l’Église catholique, interdit aux Juifs et aux païens d'être avocats, militaire et de posséder des esclaves chrétiens, et prend diverses sanctions à l'égard des hérétiques, notamment contre le pélagianisme[5]. Des lois similaires sont envoyées au préfet de Rome  le 17 juillet et au proconsul d'Afrique le 4 août[6].
- 23 octobre : Valentinien III est proclamé empereur romain d’Occident à Rome (fin de règne en 455). Galla Placidia, sa mère, gouverne l’empire d’Occident. Le général Aetius se rallie à la cause du nouvel empereur et reçoit le titre de comte puis la dignité de maître de la milice en Gaule[7].

- Les Vandales de Gondéric pillent Carthago Spartaria dans la province de Carthaginoise en Hispanie romaine, et dévastent Hispalis (Séville). Ils construisent une flotte méditerranéenne, s'emparent des îles Baléares, et lancent des raids contre la Maurétanie Tingitane[8].

- À la mort du patriarche du sanhédrin Rabban Gamaliel IV, le patriarcat de Palestine est aboli par l’empereur d'Orient[9].
- En Inde, Kakusthavarman, de la dynastie Kadamba (en) règne sur le pays Karnataka (du Kâverî au Godâvarî) jusqu’en 450[10].
- Raid du roi Wei du Nord de Chine du Nord Tuoba Tao (T'o-pa T'ao) contre les Ruanruan qui sont chassés de la steppe vers les montagnes du Baïkal ou de l’Orkhon[11].

## Décès en 425
- Gamaliel VI, dernier nassi.